# Примоштен-Бурній
Примоштен-Бурній (хорв. Primošten Burnji) — населений пункт у Хорватії, у Шибеницько-Книнській жупанії у складі громади Примоштен.

## Населення
Населення за даними перепису 2011 року становило 739 осіб.
Динаміка чисельності населення поселення:

## Клімат
Середня річна температура становить 15,30 °C, середня максимальна – 27,42 °C, а середня мінімальна – 3,56 °C. Середня річна кількість опадів – 695 мм.
| Клімат поселення                              | Клімат поселення | Клімат поселення | Клімат поселення | Клімат поселення | Клімат поселення | Клімат поселення | Клімат поселення | Клімат поселення | Клімат поселення | Клімат поселення | Клімат поселення | Клімат поселення | Клімат поселення |
| Показник                                      | Січ.             | Лют.             | Бер.             | Квіт.            | Трав.            | Черв.            | Лип.             | Серп.            | Вер.             | Жовт.            | Лист.            | Груд.            |                  |
| Середній максимум, °C                         | 11,87            | 11,59            | 13,46            | 16,82            | 21,68            | 25,53            | 27,42            | 27,14            | 23,08            | 19,36            | 14,83            | 12,25            |                  |
| Середня температура, °C                       | 7,85             | 7,57             | 9,44             | 12,82            | 17,67            | 21,53            | 24,54            | 24,23            | 20,18            | 16,46            | 11,93            | 9,35             |                  |
| Середній мінімум, °C                          | 3,85             | 3,56             | 5,45             | 8,82             | 13,67            | 17,53            | 21,61            | 21,32            | 17,27            | 13,54            | 9,03             | 6,44             |                  |
| Норма опадів, мм                              | 64               | 55               | 59               | 60               | 46               | 46               | 24               | 39               | 67               | 74               | 87               | 74               |                  |
| Середньомісячна швидкість вітру, м/с          | 3.26             | 3.39             | 3.48             | 3.29             | 2.89             | 2.61             | 2.69             | 2.53             | 2.85             | 3.00             | 3.63             | 3.54             |                  |
| Середньомісячна сонячна радіація, кДж/м²·день | 5456             | 8225             | 12024            | 16724            | 20805            | 23353            | 24914            | 21819            | 16216            | 10527            | 5938             | 4646             |                  |
| --------------------------------------------- | ---------------- | ---------------- | ---------------- | ---------------- | ---------------- | ---------------- | ---------------- | ---------------- | ---------------- | ---------------- | ---------------- | ---------------- | ---------------- |
| Джерело:                                      |                  |                  |                  |                  |                  |                  |                  |                  |                  |                  |                  |                  |                  |